# Erin (CDP, New York)
Pour les articles homonymes, voir Erin.
Erin est une census-designated place du comté de Chemung, dans l'État de New York, aux États-Unis,. En 2020, elle compte une population de 367 habitants.